# باشگاه ورزشی الحرفیین
باشگاه ورزشی الحرفیین (عربی: نادي الحرفيين الرياضي) یک باشگاه فوتبال سوری مستقر در حلب است. آن‌ها بازی‌های خانگی‌شان را در ورزشگاه رعایة الشباب برگزار می‌کنند. الحرفیین برای نخستین بار در فصل ۲۰۱۷–۲۰۱۸ در لیگ برتر فوتبال سوریه در این مسابقات شرکت کرد.